# East West Bank Classic 2004 - Doppio
Il doppio del torneo di tennis East West Bank Classic 2004, facente parte del WTA Tour 2004, ha avuto come vincitrici Nadia Petrova e Meghann Shaughnessy che hanno battuto in finale Conchita Martínez e Virginia Ruano Pascual con il punteggio di 6(2)–7, 6–4, 6–3.

## Teste di serie
1. Svetlana Kuznecova /  Elena Lichovceva (quarti di finale)
2. Cara Black /  Rennae Stubbs (primo turno)

1. Conchita Martínez /  Virginia Ruano Pascual (finale)
2. Nadia Petrova /  Meghann Shaughnessy (campionesse)

## Tabellone

### Legenda
| - Q = Qualificato - WC = Wild card - LL = Lucky loser | - ALT = Alternate - SE = Special Exempt - PR = Protected Ranking | - w/o = Walkover - r = Ritirato - d = Squalificato |